# Palaemon pandaliformis
Palaemon pandaliformis é uma espécie de camarão da família dos palemonídeos (Palaemonida). É encontrado junto com Palaemon northropi. Em 2005, foi classificado como vulnerável na Lista de Espécies da Fauna Ameaçadas do Espírito Santo; e em 2018, como pouco preocupante na Lista Vermelha do Livro Vermelho da Fauna Brasileira Ameaçada de Extinção do Instituto Chico Mendes de Conservação da Biodiversidade (ICMBio).